# A Temze Londonnál, a Somerset House teraszáról a városközpont felé
A Temze Londonnál, a Somerset House teraszáról a városközpont felé (London: The Thames from Somerset House Terrace towards the City) Canaletto festménye, amely a Royal Collection Trust gyűjteményének része.
Canaletto 1746-ban érkezett Londonba, és a következő kilenc év jelentős részét ott töltötte. A képet 1750–1751-ben festette. Készült egy párja is, amely az ellenkező irányba, Westminster felé mutatja a Temzét, ez szintén a királyi gyűjteményben van. Ez a képpár volt az utolsó és az egyetlen angliai tájkép, amelyet a festő patrónusa és barátja, Joseph Smith velencei brit konzul megvásárolt. A festmény stílusa inkább hasonlít Canaletto korábbi velencei képeihez barnáival, mintsem az Angliában készültekre, amelyeket a világosszürke dominált. Ez arra utal, hogy Canaletto akkor alkotta a képeket, amikor rövid időre visszautazott Velencébe.
A festő a Somerset House teraszáról örökítette meg a látványt. Az épület új szárnyát, valószínűleg Inigo Jones tervei alapján, II. Károly angol király édesanyja, Bourbon Henrietta Mária angol királyné számára építették. Később a Királyi Művészeti Akadémia kapott benne helyet, egy részét ma is a Courtauld Institute of Art foglalja el. A horizontot a Szent Pál-székesegyház  uralja, amelyet 1709-ben fejeztek be. Mögötte számos templomtorony nyúlik a háztetők fölé, amelyek többsége az 1666-os tűzvész után épült. A régi London Bridge közelében látszik a a nagy tűz emlékére épített oszlop is. A festményt 1762-ben vásárolta meg III. György brit király Joseph Smith-től.